# Live Your Dream
Live Your Dream è un brano del gruppo musicale tedesco beFour, unico singolo estratto dal terzo album del gruppo, We Stand United.
Scritto da Christian Geller, è stato pubblicato il 14 maggio 2008 dall'etichetta discografica Universal nei paesi di lingua tedesca.

## Tracce e formati
CD-Maxi (Pop 'N' Roll 1765117 (UMG) / EAN 0602517651173)
1. Live Your Dream (Single version) – 3:44
2. Live Your Dream (Extended Version) - 5:25
3. Hand in Hand (Hit-Mix 2008) - 5:15
4. Live Your Dream (Video) - 3:44

Digital Download
1. Live Your Dream (Single version) – 3:44
2. Live Your Dream (Extended Version) - 5:25
3. Hand in Hand (Hit-Mix 2008)- 5:15
4. Live Your Dream (Video) - 3:44

## Classifiche
| Classifiche | Posizione raggiunta |
| ----------- | ------------------- |
| Germania    | 16                  |
| Austria     | 17                  |
| Svizzera    | 29                  |